# جون لينكس
جون كارسون لينوكس (بالإنجليزية: John Carson Lennox)‏ عالم بريطاني في الرياضيات وفلسفة العلوم ومناظر مؤيد للمسيحية ويعمل كبرفسور في الرياضيات في جامعة أكسفورد. وهو عضو في زمالة في الرياضيات وفلسفة العلوم في كلية تمبلتون الخضراء، جامعة أكسفورد. وهو أيضا مستشار الرعوي في كلية تمبلتون الأخضر وقاعة يكليف، ومحاور وكاتب معروف في قضية العلاقة بين العلم والإيمان.

## مسيرته المهنية
شارك لينوكس بالكثير من المناظرات المادفعة عن المسيحيّة بما في ذلك مناظرات مع كريستفور هتشنز ومايكل شريمير وريتشارد دوكنز ولونرس كراوس ومايكل تولي وستفن لو وبيتر سنغر. واشتهرت مناظرته في عام 2007 ع ريتشارد دوكنز حول كتابه وهم الإله (The God Delusion) وقد بثت لملايين الناس حول لعالم ووصفتها جريدة وول ستريت جورنال (Wallstreet Journal) بأنها نقاش متحضر حول وجود الله. أما من حيث اختصاصه العلم في الرياضيات فقد درسها في عدة جامعات وفي عدة بلدان، وله 70 بحثاً منشوراً بير ريفيو في الرياضيات وشارك في فرودتين عن الرياضيات في أوكسفورد كما عمل على ترجمة الرياضيات من الروسية. يدرّس لينوكس مادّة العلم والدّين في جامعة أوكسفورد وألّف عدداً من الكتب عن علاقة العلم والدين والأخلاق وآخرها كان إنفورماتيكا 2001  ثم كتاب حانوتي الإيمان 2002  رؤية العالم 2004 مع ديفيد ويلفبي غودنغ من ثلاثة أجزاء بللغة الروسية واللغة الأوكرانية وآخرها كتابه، الله وستفن هوكنغ: تصميم من بكل الأحوال؟ 2011.
قدم ندوات عديدة في بلدان مختلفة وفي عدة مناسبات وله رحالات إلى بلاد الاتحاد السوفيتي السابق، وقدم برنامج حواري على الإذاعة البريطانية في 14 مارس 2012

## مناظرات

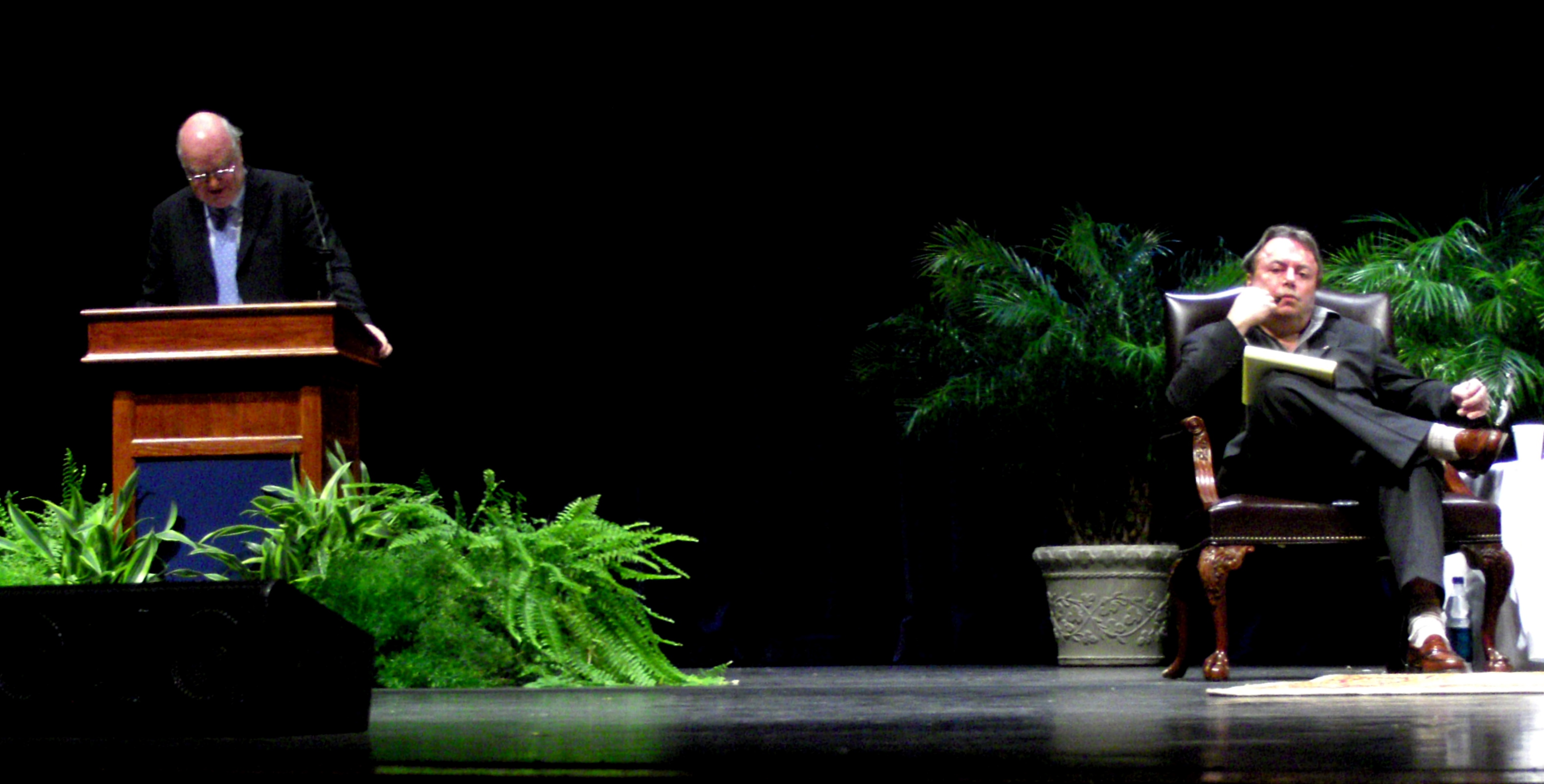
لقاء في ألاباما يناظر فيه لينوكس (يسار) حول الدين مع كريستوفر هتشنز

لينوكس أستاذ جمعي مسيحي شارك في العديد من المناظرت العامة ضد أشخاص مثل ريتشارد دوكنز وهتشنز ولورنس كراوس ومايكل شريمر.
- في 3 أكتوبر 2007 ناظر لينوكس دوكنز في جامعة آلاباما في بيرمنغنهام بخصوص ما طرحه في كتابه وهم الإله.[7][8][9]
- ثم تابع لينوكس ودوكنز النّقاش في أبريل 2008 في كلية ترنتي في أوكسفورد لتتمة بقية النّقاط التي لم تتداول في النقاش السابق في ألاباما[10]
- في 9 أغسطس 2008 ناظر لينوكس كريستفور هتشنز في الاحتفل الدولي لإيدنبرغ على قضية هل على أوروبا التخلي عن ماضيها الديني وتبني الإلحاد الجديد[11][12]
- في 23 أغسطس 2008 ناظر لينوكس في مؤتمر ويسلي في سيدني بأستراليا عن وجود الله.[13]
- في 21 أكتوبر 2008 ناظر لينوكس دوكنز للمرة لثانية في متحف التاريخ الطبيعي في أوكسفورد، في المكان الذي تمت فيه المناظرة التاريخية 1860 بين هكسلي ويلبرفورس وكان عنوان المناظرة هل دفن العلم الإيمان بالله.[14][15][16] مجلة السبكتيتر وصفتها بأنها مناظرة هكسلي ويلبرفورس الجولة الثانية [17]
- في 3 مارس 2009 ناظر لينوكس هتشنز للمرة لثانية في جامعة سامفورد في بيرمنغهام آلاباما حول قضية هل الله أكبر؟ وتركز النقاش حول ما ذكره هتشنز في كتابه الله ليس أكبر.[18][19][20]

## حياته الشخصية
يتكلم لينوكس الإنكليزية والرّوسية والفرنسية والألمانية والإسبانية ومتزوج من سالي وله ثلاثة أطفال وخمسة أحفاد. لينوكس مسيحي متدين ويعلن إيمانه وساهم في مؤتمرات ومناظرات عديدة للدفاع عن المسيحية وجادل علماء آخرين حول وجود الله وتوافق الإيمان بوجود الله مع الرؤية العلمية للعالم، كما القى محاضرات عن مفهوم الشك ومعضلة الشر.

## أعماله
- Subnormal subgroups of groups, John C. Lennox and Stewart E. Stonehewer. Oxford : Clarendon, 1987. ISBN 0-19-853552-X / ISBN 978-0-19-853552-2
- Key Bible Concepts, David Gooding and John C. Lennox. Port Colborne : Gospel Folio Press, 1997. ISBN 1-882701-41-0 / ISBN 978-1-882701-41-4
- Christianity Opium or Truth, David Gooding and John C. Lennox. Port Colborne : Gospel Folio Press, 1997. ISBN 1-882701-46-1 / ISBN 978-1-882701-46-9
- The Definition of Christianity, David Gooding and John C. Lennox. Port Colborne : Gospel Folio Press, 2001. ISBN 1-882701-42-9 / ISBN 978-1-882701-42-1
- The Theory of Infinite Soluble Groups, John C. Lennox, University of Oxford, and Derek J. S. Robinson, University of Illinois, 2004 | 458 p | Clarendon Press, ISBN 0-19-850728-3 / ISBN 978-0-19-850728-4
- God's Undertaker: Has Science Buried God?, John C. Lennox, Lion UK, Updated edition (1 September 2009)| 224 p | ISBN 0-7459-5371-9
- The Bible & Ethics, David Gooding and John C. Lennox. Ontario : Myrtlefield Trust, 2011.
- Seven Days That Divide the World: The Beginning According to Genesis and Science, John C. Lennox, Zondervan (9 August 2011) | 192p | ISBN 0-310-49217-3
- God and Stephen Hawking: Whose Design Is It Anyway?, John C. Lennox, Lion UK, 1st edition (1 September 2011) | 96 p | ISBN 0-7459-5549-5
- Gunning for God: A Critique of the New Atheism, John C. Lennox, Lion UK, 1st edition (1 October 2011) | 248 p | ISBN 0-7459-5322-0

## اقرأ أيضا
- ستيفن مولر
- جيرد بي. مولر
- كورت غودل

## وصلات خارجية
- موقع جون لنوكس الرسمي
- The Feed Trust this has some of his Scripture exposition resources
- Fixed Point Foundation features both debates and the Trinity College conversation with Richard Dawkins as well as both debates with Christopher Hitchens
- Interview with John Lennox by Tim Bearder, BBC Radio Oxford, 2008-10-16.
- Premier Christian Radio نسخة محفوظة 15 أبريل 2013 على موقع واي باك مشين. Radio debate on "Are we alone in the Universe?"